# McLaren MCL38
A McLaren MCL38 egy Formula–1-es versenyautó, amelyet a McLaren versenycsapat tervezett és fejlesztett a 2024-es Formula–1 világbajnokságra. Pilótái Lando Norris és Oscar Piastri voltak, szezon közben Mick Schumacher is vezethette egy gumiteszten, Mexikóban a szabadedzésen Pato O'Ward, Abu-Dzabiban pedig Hirakava Rjó.
Hosszú idő után ez volt a McLaren csapat első olyan autója, amellyel nemcsak futamgyőzelemre voltak képesek, hanem a világbajnoki címért is harcolhattak, elsősorban a konstruktőrök között, amelyet 1998 után újra megnyertek.

## Áttekintés
Elődjét, az MCL60-ast még James Key tervezte, amelyről kiderült, hogy abszolút versenyképtelen, ezért Keyt az idény elején menesztették. A fejlesztést Peter Prodromou és Neil Houldey vették át, leigazolták továbbá a Scuderia Ferrari csapatától David Sanchezt, aki azonban nem állhatott munkába 2024 elejéig. És ezt követően sem töltött sok időt a csapatnál, mert három hónap után elhagyta azt.
Key távozása után az új fejlesztőcsapat olyan újításokat hozott az MCL60-asra, amelyek jelentős mértékben megváltoztatták az autó teljesítményét. Az addig a sereghajtókkal küzdő McLaren váratlanul az élmezőnybe került. Ezeket a fejlesztéseket pedig magától értetődően áthozták a készülő új, MCL38-as modellre.
Az autó fejlesztése 2023 júliusában kezdődött. Nagy segítség volt a csapatnak, hogy végre elkészült saját szélcsatornájuk, így nem kellett a Toyota kölni üzemébe elszállítani a részegységeket tesztelésre. A legnagyobb gond a vezethetőséggel volt, amint Lando Norris szerint valamennyi McLarennel, amelyiket vezetett, ezért elsősorban ennek kiküszöbölése volt a cél. A másik fontos cél a gumikopás csökkentése volt, amely a gyorsaságuk ellenére hátráltatta őket a versenyek bizonyos szakaszában. Az MCL38-as elődjéhez képest új első fékvezetékeket, új oldaldoboz-légbeömlőket, padlólemezt, és áttervezett felfüggesztéseket kapott.
A csapat optimistán kezdte az idényt, de esélyeiket tekintve visszafogottan nyilatkoztak - az előző évben a Red Bull valósággal tönkreverte a mezőnyt, még úgy is, hogy gyakorlatilag nem fejlesztették az autójukat, amivel lehetőségük volt az energiáikat 2024-re összpontosítani.
Az autó festése, hasonlóan az előző évekhez, papaja-fekete volt (utóbbit a McLaren antracitszínnek hívta, lényegében a festés nélküli szénszálas karosszéria volt), és a korábban hangsúlyosan megjelenő kék szín teljesen visszaszorult az autókon. A japán nagydíjon a Vuze szponzornak köszönhetően egy színpompásabb festést használtak, Monacóban pedig egy különleges, zöld-sárga-kék festést, amely a brazil zászló színeire emlékeztetett, és amellyel Ayrton Senna halálának 30. évfordulójára emlékeztek. A szingapúri nagydíjon a fekete színeket fehérre cserélték az autókon, ez volt az "MP4 Legend Reborn" festés, mellyel az 1980-as éveket akarták megidézni. Az amerikai nagydíjon az előző évben népszerűvé vált krómfestést használták.

## A szezon
Bahreinben jól kezdtek, habár az időmérőn mindketten belehibáztak a körükbe. A versenyen mindketten pontszerző helyen értek célba, így a kezdetek ígéretesek voltak. Hasonlóan jól teljesítettek Szaúd-Arábiában is, Ausztráliában pedig Norris megszerezte az első dobogós helyezést is. Kínában nem vártak jó szereplést, főleg a lassú kanyarok miatt - ehhez képest Norris pole pozíciót szerzett a sprintfutamon, a versenyen pedig végül a második helyen ért célba.
Miamiba jelentős fejlesztésekkel érkeztek, szinte mindent átterveztek. Az összes fejlesztést csak Norris kapta meg, Piastri csak egy részét ezeknek. Norris a sprintfutamon egy rajtbaleset miatt már az első körben kiesett, a versenyen azonban a jó boxtaktikának és a biztonsági autós fázisnak köszönhetően az élre került, elsőségét pedig a végéig meg tudta tartani, amivel végül megszerezte élete első győzelmét. Piastri, bár megfutotta a verseny leggyorsabb körét, végül pontot sem szerzett. Imolában Norris egy újabb második helyet szerzett, Piastri pedig ugyanezt tette Monacóban. Kanadában Norris akár újra győzhetett volna, de balszerencsés módon épp azután rendeltek el biztonsági autós fázist, hogy elhaladt a boxutca bejárata előtt, így csak második lett. Spanyolországban ismét második lett, úgy, hogy pole pozíciót szerzett és megfutotta a leggyorsabb kört.
Ausztriába érkezve már egyértelmű volt, hogy a fejlesztési versenyben lemaradó Red Bull és Max Verstappen első számú kihívója a McLaren lesz. A futamon Norris és Verstappen végig vérre menő küzdelmet folytattak a győzelemért, aminek az lett a következménye, hogy az utolsó szakaszban összeütköztek, Norris autója pedig olyan súlyosan sérült, hogy fel kellett adnia a futamot. Mivel Verstappen autója is megsérült, ráadásul a balesetért még meg is büntették, az egészből Piastri profitált, aki második lett. Győzelmi esélyeik lehettek volna a brit nagydíjon is, azonban a csapnivaló boxtaktika miatt meg kellett elégedniük Norris harmadik helyével. A magyar nagydíjon Norris újabb pole-t szerzett, Piastri pedig a második volt. A rajtnál Piastri átvette a vezetést és magabiztosan tartotta is, ám a második boxkiállását eltaktikázták, ezért Norris állt az élre, nagy előnyt kiépítve. Mivel volt a csapaton belül egy előzetes megállapodás, ezért Norris - hosszas kérlelés után - két körrel a vége előtt visszaadta Piastrinak az első helyet, aki így megszerezte élete első futamgyőzelmét, a McLaren pedig kettős győzelmet aratott, három év után az elsőt.
A sikerszéria tovább folytatódott, mert Norris nyerni tudott Hollandiában, Piastri pedig Azerbajdzsánban, majd Norris újra Szingapúrban. Így a McLaren átvette a vezetést a konstruktőri bajnokságban, sőt Norrisnak az egyéni világbajnoki címre is esélye volt. Ez azonban lényegében csak matematikai volt, mert Verstappen teljesítménye és Norris hibái miatt igazán sosem tudta megközelíteni. A Ferrari viszont a konstruktőri bajnoki cím kihívójává vált időközben, és egészen a legutolsó futamig nyitott volt köztük a bajnokság. Végül Norris megnyerte a szezonzáró futamot, ezzel pedig bebiztosították, hogy 1998 után újra bajnoki címet ünnepelhessenek.
Győzelmükkel a csapat más rekordokat is elért: 1958 és 1983 után most fordult elő először a sportág történetében, hogy a bajnokcsapatnál egyik versenyző se volt még egyszer sem világbajnok. Emellett az összes futamon rangsorolták mindkettejüket - technikai meghibásodások nemigen hátráltatták a csapatot, és bár Ausztriában Norris egy baleset következtében kiesett, de rangsorolták, mert teljesítette a versenytáv 90 százalékát.
Az autó szabályosságával kapcsolatosan voltak aggályok a riválisok részéről: a Red Bull szerint a hátsó szárny flexibilis volt annyira, hogy a felső elem sarkánál a meghajlásakor könnyűszerrel áramolhatott a levegő - ez az állítható hátsó szárnyakra emlékeztető hatást okozott. A mini-DRS-nek hívott megoldás, melyet először a belga nagydíjon vetettek be, nem ütközött a szabályokba, de az FIA azt kérte a csapattól, hogy változtasson a szárnyakon, hogy ne legyen olyan hajlékony. Andrea Stella később azt nyilatkozta, hogy örül neki, hogy a riválisaik annyi energiát öltek bele ennek a megfigyelésébe, mikor ez csak elterelte a figyelmüket arról, amiben tényleg erősek voltak.

## Eredmények
| Év   | Csapat          | Motor                | Gumik | Pilóták       | Futamok | Futamok | Futamok | Futamok | Futamok | Futamok | Futamok | Futamok | Futamok | Futamok | Futamok | Futamok | Futamok | Futamok | Futamok | Futamok | Futamok | Futamok | Futamok | Futamok | Futamok | Futamok | Futamok | Futamok | Pontok | Helyezés |
| Év   | Csapat          | Motor                | Gumik | Pilóták       | BHR     | SAU     | AUS     | JPN     | CHN     | MIA     | EMI     | MON     | CAN     | ESP     | AUT     | GBR     | HUN     | BEL     | NED     | ITA     | AZE     | SIN     | USA     | MXC     | SAP     | LVG     | QAT     | ABU     | Pontok | Helyezés |
| ---- | --------------- | -------------------- | ----- | ------------- | ------- | ------- | ------- | ------- | ------- | ------- | ------- | ------- | ------- | ------- | ------- | ------- | ------- | ------- | ------- | ------- | ------- | ------- | ------- | ------- | ------- | ------- | ------- | ------- | ------ | -------- |
| 2024 | McLaren F1 Team | Mercedes-AMG F1 M15E | P     | Lando Norris  | 6       | 8       | 3       | 5       | 2 3     | 1       | 2       | 4       | 2       | 2       | 20†6    | 3       | 2       | 5       | 1       | 3       | 4       | 1       | 4 3     | 2       | 6 1     | 6       | 10 2    | 1       | 666    | 1.       |
| 2024 | McLaren F1 Team | Mercedes-AMG F1 M15E | P     | Oscar Piastri | 8       | 4       | 4       | 8       | 8 2     | 13 3    | 4       | 2       | 5       | 7       | 2 7     | 4       | 1       | 2       | 4       | 2       | 1       | 3       | 5       | 8       | 8 2     | 7       | 3 1     | 10      | 666    | 1.       |

- Piastri a katari sprintfutamon 8, az osztrák és a sao paulói sprintfutamon 7, a miamin 3, a kínain 2 pontot szerzett
- Norris a sao paulói sprintfutamon 8, a katarin 7, az osztrákon és az amerikain 6, a kínain 3 pontot szerzett.

Félkövér jelzi a a leggyorsabb kört, dőlt betű a pole pozíciót. Kis számmal jelölve a sprintfutamon elért helyezés, ha az pontszerzéssel járt együtt.
- † – Nem fejezte be a futamot, de rangsorolták, mert teljesítette a versenytáv 90%-át.